# Johan Henrik Boeclerus
Johan Henrik Boeclerus, född 1611 i Cronheim, Franken, död 1672 i Strassburg, var en tysk historiker och kejserligt hovråd, verksam i Sverige som professor och rikshistoriograf. 
Boeclerus var från 1637 professor i Strassburg och var omtalad för sin lärdom över hela Europa, när han 1649 av drottning Kristina inkallades till Sverige. Då han undanbad sig den Skytteanska professuren, utnämndes han till eloquentie professor. I Uppsala kunde han likväl inte bibehålla sig länge. Hans gränslösa högmod retade studenterna till personliga förolämpningar och utnämnde honom istället 1651 till rikshistoriograf. Han trivdes dock inte i Sverige och drottningen fann sig 1652 föranlåten att bevilja hans avsked och skänkte honom vid avresan en större penningsumma, en guldkedja på två hundra dukater och en årlig pension. 
I Kungliga bibliotekets katalog finns 81 skrifter som Boeclerus antingen skrivit, utgivit eller varit preses för. Flera verk handlar om Velleius Paterculus och Hugo Grotius, och han har skrivit flera verk tillsammans med Johannes Schefferus. Som rikshistoriograf påböjrande han en Historia belli sueco-danici annis 1643-45 gesti vilken fullbordades i Strassburg, troligen 1676.
I Strassburg, dit Boeclerus åter begav sig, föreläste han både vid akademien och gymnasium i latinsk vältalighet, men lyckades lika litet där som i Uppsala vinna sina åhörares tillgivenhet. Död 1672 såsom kejserligt hovråd, med värdighet av comes palatinus.